# M'hamed Boucetta
M'hamed Boucetta (en arabe : محمد بوستة), né le 14 août 1922 à Marrakech, et mort le 17 février 2017 à Rabat, est un homme politique et avocat marocain. Alternant les postes de ministre et les périodes passées dans l'opposition, Boucetta est secrétaire général du parti de l’Istiqlal de 1974 à 1998.

## Biographie
Se destinant à une carrière de juriste, ce jeune étudiant aux convictions nationalistes est envoyé en France par ses pairs du Parti de l'Istiqlal pour y parfaire ses connaissances juridiques. Il revient au Maroc avec une formation de juriste que le parti indépendantiste (Istiqlal) saura mettre à profit. Le 12 mai 1958, il est nommé secrétaire d'État aux Affaires étrangères dans le gouvernement Balafrej, puis ministre de la Fonction publique et de la Réforme administrative dans le Conseil Mohammed V du 27 mai 1960 au 16 mai 1961, il est reconduit au même poste sous le roi Hassan II du 26 février 1961 au 2 juin 1961 dans le Conseil Hassan II 1.
Du 2 juin 1961 au 5 janvier 1963, lors de la formation du Conseil Hassan II 2, il est nommé ministre de la Justice. Du 10 octobre 1977 au 27 mars 1979, dans le gouvernement Osman II, il occupe le poste du ministre d'État chargé des Affaires étrangères et de la Coopération. Il est reconduit au même poste dans les gouvernements Bouabid I et Bouabid II entre 1979 et 1983. Sous le gouvernement Lamrani III (entre 1983 et 1985), il devient ministre d'État.
En 1974, à la suite du décès de Allal El Fassi, il devient Secrétaire général de l'Istiqlal, poste qu'il garde jusqu'à sa démission en 1998, son successeur étant Abbas El Fassi.
Il intègre par la suite le conseil de la présidence du parti, aux côtés de Boubker el-Kadiri, Hachemi Filali, Abdelkrim Ghellab et M’hamed Douiri.
En 1993, le roi Hassan II souhaite le nommer premier ministre afin de diriger un gouvernement d'alternance. Mais les négociations entre le monarque et les partis d'opposition, menés par l'Istiqlal de Boucetta, n'aboutissent pas, ce dernier refusant de former un gouvernement au sein duquel siègerait Driss Basri, alors ministre de l'Intérieur.
En janvier 2003, le roi Mohammed VI le nomme à la présidence de la Commission royale consultative chargée de la révision de la Moudawana (CRCM), le Code de la famille marocain, pour mettre fin au blocage entre libéraux et conservateurs au sein de cette commission. Ce Code de la famille, encore en vigueur aujourd'hui, a été promulgué en février 2004.

## Décorations
Le 16 février 2012, M'hamed Boucetta est décoré par l'ambassadeur de l'État palestinien au Maroc, en lui décernant le cordon de l'« Étoile d'Al Qods », lors d'une cérémonie organisée au siège de l'ambassade à Rabat.